# Thieme-Becker
Le « Thieme-Becker » (ThB) — de son véritable nom complet en allemand : Allgemeines Lexikon der Bildenden Künstler von der Antike bis zur Gegenwart — est un dictionnaire biographique allemand d'histoire de l'art fondé par Ulrich Thieme et Felix Becker et publié à Leipzig entre 1907 et 1950. Il est une source de référence pour l'histoire de l'art.

## Le Thieme-Becker original
Le dictionnaire est initié sous l'édition d'Ulrich Thieme (1865-1922) (volumes I à XV) et Felix Becker (1864–1928) (volume I à IV).
Il est ensuite complété par Fred. C. Willis (1883-1969) (volumes XIV et XV) et Hans Vollmer (1878–1969) (volumes XVI à XXXVII).
Son titre complet est Allgemeines Lexikon der bildenden Künstler von der Antike bis zur Gegenwart — soit « Dictionnaire général des artistes de l'antiquité à nos jours » — et est publié en 37 volumes entre 1907 et 1950, dont les quatre premiers furent édités par Wilhelm Engelmann et les autres par E. A. Seemann, tous deux de Leipzig.

## Le supplément Vollmer
Le Thieme-Becker est immédiatement complété par Allgemeines Lexikon der bildenden Künstler des XX. Jahrhunderts — soit « Dictionnaire général des artistes du XXe siècle » —, publié en six volumes par E. A. Seemann entre 1953 et 1962. On se réfère à ce supplément par l’appellatif « Vollmer », et à l'ensemble des deux œuvres par « Thieme-Becker-Vollmer ».

## Portée et réputation
Les premiers 37 volumes contiennent 148 180 biographies écrites avec l'aide d'environ 400 spécialistes du monde entier. Les six autres volumes contiennent 47 229 biographies, pratiquement toutes rédigées par Hans Vollmer. L'attention que le Thieme-Becker-Vollmer a portée aux artistes non occidentaux, en particulier ceux venant d'Asie de l'est et du monde islamique, font de cet ouvrage une « entreprise pionnière » en la matière. Il est toujours apprécié pour sa grande couverture d'artistes qui sans cela n'auraient été que très peu connus, ainsi que comme compendium de connaissances sur l'histoire de l'art de la première moitié du XXe siècle : il « reste l'un des dictionnaires d'artistes qui font le plus autorité » et la référence du genre la plus largement consultée, même dans les pays non germanophones,. Les sections bibliographiques sont considérées comme « exceptionnels » et « inestimables ».
Le Thieme-Becker-Vollmer a rarement été épuisé. Des fac-similés photomécaniques des volumes originaux sont publiés des années 1940 aux années 1980, et l'ensemble des 43 volumes est réimprimé en livres de poche en 1992, dans une édition pour étudiants en 1999 puis sur cédérom en 2008. La date tardive de la publication d'un index de six volumes, en 1996-1997, est une indication de l'utilité toujours actuelle de cet ouvrage.

## LeAllgemeines Künstlerlexikon
Une refonte du Thieme-Becker-Vollmer débute en 1969 sous le titre Allgemeines Künstlerlexikon: Die bildenden Künstler aller Zeiten und Völker — ou AKL —, soit, en français : « Dictionnaire général des artistes : les artistes visuels de tous les temps et de toutes les nations » (bien que vendu comme « Artistes du monde »). La progression est lente au début (trois volumes entre 1983 et 1989), en partie à cause du fait de l'isolation en Allemagne de l'Est du projet. Le rythme de publication s'accélère en 1991, quand il se sert de l’electronic data processing et passe à un nouvel éditeur, K. G. Saur Verlag, à Munich. À partir de 2006, l’AKL est publié par Walter de Gruyter, à Berlin, et a atteint, en 2014, 83 volumes avec Volume 83 : Lalix-Liebowitz. Il y a également une version en ligne : Allgemeines Künstlerlexikon: Internationale Künstlerdatenbank — ou AKL-IKD —, qui en 2014 contenait 500 000 biographies (contenant en tout des informations sur 1 million d'artistes) ; le site est régulièrement mis à jour et environ 3 500 nouvelles notices sont ajoutées par an. De Gruyter publie aussi un cédérom sous ce nom — la 31e édition est sortie en 2009.